# Хайрі Джамалуддін
Хайрі бін Джамалуддін (малай. Khairy Jamaluddin, джаві: خيري جمال الدين) , нар. 10 січня 1976, Ель-Кувейт) — малайзійський політик, радіоведучий і подкастер. Він є радіоведучим на радіостанції «Hot FM», та веде подкаст «Keluar Sekejap» разом із Шахрілом Хамданом, у якому вони обговорюють політику та поточні події Малайзії з різними гостями. Хайрі також обіймав посаду міністра охорони здоров'я в уряді Ісмаїла Сабрі Яакоба від блоку Барісан Націонал з серпня 2021 року по листопад 2022 року.
Хайрі Джамалуддін був членом партії Об'єднана малайська національна організація, та з березня 2008 по листопад 2022 року був депутатом парламенту від Рембау в штаті Негері-Сембілан. Вінбув головою молодіжної організації Об'єднаної малайської національної організації з березня 2008 по червень 2018 року. Хайрі Джамалуддін обіймав посаду міністра молоді і спорту в уряді Барісан Націонал прем'єр-міністра Наджиба Разака з травня 2013 по травень 2018 року. Під час політичної кризи в Малайзії 2020 року Хайрі з березня 2020 року до серпня 2021 року обіймав посаду міністра науки, технологій та інновацій в уряді Перікатан Насіонал Мухіддіна Яссіна, аж до відставки кабінету міністрів. Під час епідемії COVID-19 у Малайзії Хайрі з лютого по серпень 2021 року був міністром-координатором Національної програми імунізації проти COVID-19, а пізніше був міністром охорони здоров'я країни. Хайрі втратив своє місце в парламенті на загальних виборах 2022 року, де він виборював місце в окрузі Сунгай-Було в міцевості Пакатан-Харапан, але йому не вдалося здобути більшість голосів.

## Ранні роки життя та навчання
Хайрі бін Джамалуддін народився в місті Ель-Кувейт у Кувейті. Він єдиний син колишнього дипломата Дато Джамалуддіна бін Абу Бакара, малайця походження мінангкабау, і Датін Дато Рахма бінті Абдул Гаміда, етнічної малайки з Кедаха. Його покійний батько Джамалуддін був старшим дипломатичним службовцем у Міністерстві закордонних справ, і пішов на пенсію з посади верховного комісара Малайзії у Сполученому Королівстві. Дато Джамалуддін помер від раку горла. Мати Хайрі, Рахма Абдул Хамід, протягом усього свого життя брала активну участь у волонтерській роботі, хоча вона була домогосподаркою і ніколи не працювала, а покійний дід Хайрі по батьківській лінії, Абу Бакар, був громадським лідером у своєму рідному місті Кампунг-Кота.
Хайрі отримав середню освіту в Південно-Східноазійського коледжі об'єднаного світу, та продовжив навчання в Оксфордському університеті та Університетському коледжі Лондона у Великій британії. Під час навчання в Оксфорді він навчався в Коледжі святого Г'ю, та отримав ступінь бакалавра з філософії, політики та економіки. У 1998 році Хайрі отримав ступінь магістра з правової та політичної теорії в Університетському коледжі Лондона.

## Початок кар'єри
Після закінчення університету Хайрі деякий час працював журналістом, та був ведучим ток-шоу «Dateline Malaysia». У 1999 році він також працював у виданні «The Economist». Після цього Хайрі був спеціальним співробітником в офісі Абдулли Бадаві, який тоді був віцепрем'єр-міністром Малайзії. З 2003 по 2004 рік він працював заступником головного особистого секретаря Абдулли. У той час на Всесвітньому економічному форумі в Давосі його обрали молодим глобальним лідером. Він писав статті для відомих видань, зокрема «The Economist», «Time» і «Wall Street Journal».

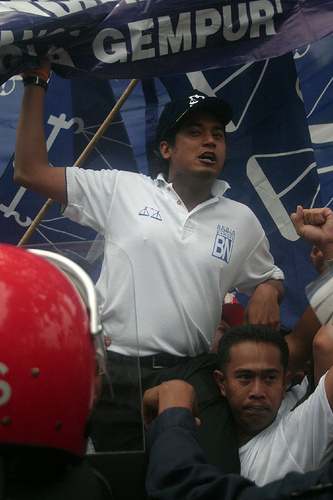
Заступник керівника молодіжної організації Барісан Націонал Хайрі Джамалуддін у день висунення на проміжні вибори в Іджоку в 2007 році.

Перед початком депутатської кар'єри він розпочав серйозно займався футболом. Він обіймає низку високих посад у малайзійському футболі, та увійшов до керівних органів у низці футбольних асоціацій. У 2006 році Хайрі розпочав співпрацю з радіо-ді-джеєм Джейсоном Ло (з яким він навчався в середній школі в Сінгапурі) для випуску футбольного реаліті-шоу «MyTeam». 9 вересня 2007 року під час 44-го конгресу Футбольної асоціації Малайзії Хайрі на безальтернативній основі був обраний віце-президентом Футбольної асоціації Малайзії, замінивши на цій посаді верховного правителя Паханга Тенгку Абдуллу Султана Ахмад Шаха, та обіймав цю посаду з 2007 по 2010 рік.

## Політична кар'єра

### Керівник молодіжної організації ОМНО

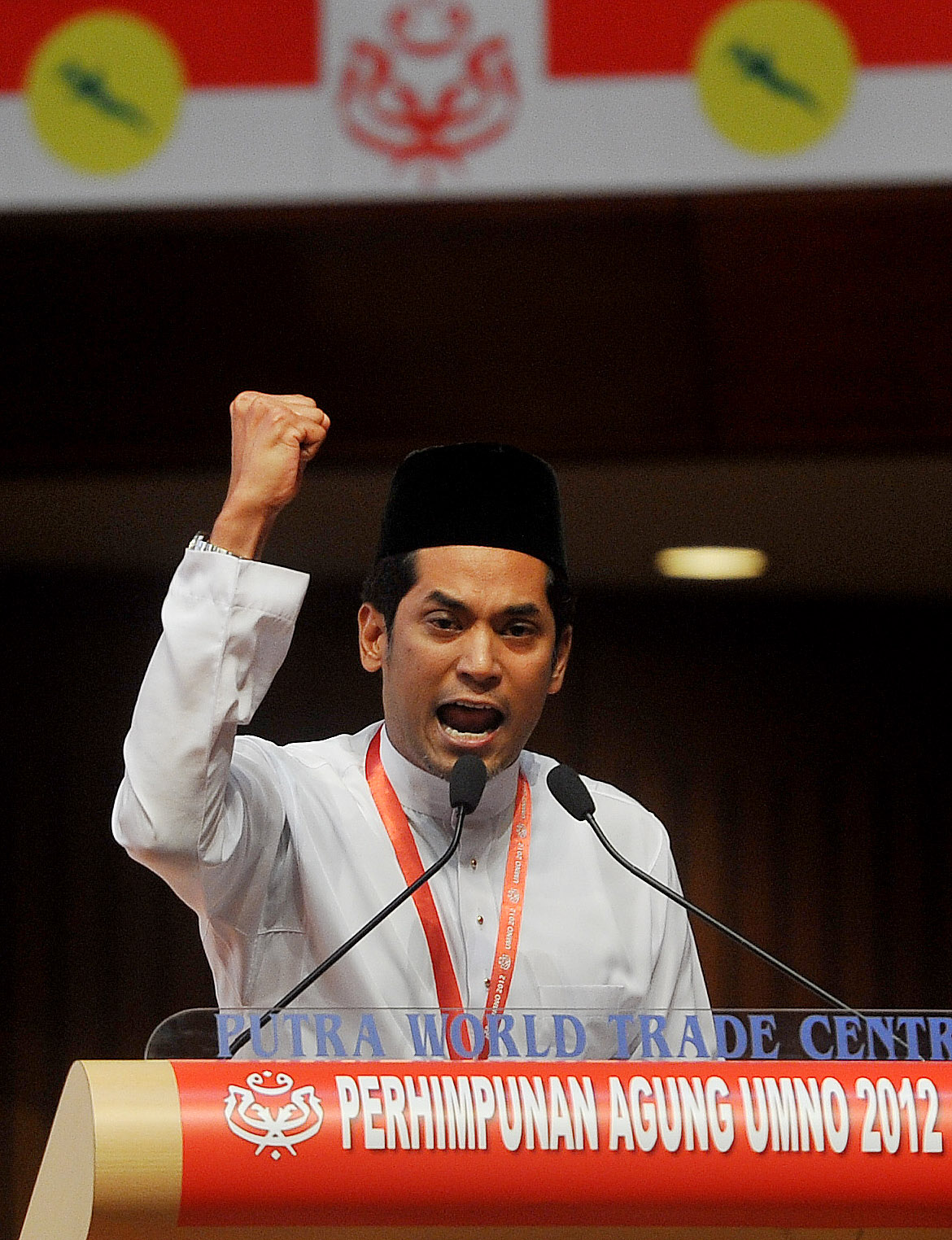
Керівник молодіжної організації ОМНО Хайрі Джамалуддін під час генеральної асамблеї партії

Під час перебування на посаді прем'єр-міністра свого тестя Абдулли Ахмада Бадаві (2003—2009 роки) Хайрі став помітним в Об'єднаній малайській національній організації та малазійській політиці загалом. Він став заступником начальника молодіжного відділу ОМНО, і був близьким особистим радником Абдулли. Помітний вплив Хайрі на прийняття рішень Абдулли не залишився без уваги, та був розкритикований попередником Абдулли Мохамадом Махатхіром. На ці звинувачення Хайрі відповів, що «я досить легкий офірний цап. [Але] рішення, якими незадоволений доктор Махатхір, повністю приймаються прем'єр-міністром і всім кабінетом».

### Вибори до парламенту
На загальних виборах 2008 року Хайрі був обраний до федерального парламенту від місцевості Рембау в штаті Негері-Сембілан. Наступного року він був обраний головою молодіжної організації Об'єднаної малайської національної організації, перемігши на виборах голови Хіра Тойо та Мухріза Махатхіра.
У свій перший термін у парламенті Хайрі брав участь у суперечливих політичних дебатах. Він висловив думку, що Малайзія повинна скасувати Закон про друковані засоби інформації та публікації, та скасувати вимогу щодо ліцензування засобів масової інформації міністерством внутрішніх справ шляхом створення незалежного органу, який забезпечуватиме механізм саморегулювання друкованих видань, подібний до Комісії зі скарг на пресу Великої Британії. Він також виступив проти блокування Малайзійською комісією із зв'язку та мультимедіа популярного й часто антиурядового веб-сайту «Malaysia Today», посилаючись на те, що цей крок був «відвертим і грубим використанням державної влади» та «не сумісний із рухом по демократичній магістралі». Хайрі також закликав припинити політику викладання наукових дисциплін та математики англійською мовою, що було запроваджено в час урядування Махатхіра. У вересні 2008 року Хайрі закликав скасувати політику навчання англійською мовою, посилаючись на те, що вона була невдалою і лише завдала тягаря студентам. Він також регулярно публічно обговорював позаурядових та опозиційних діячів, у тому числі Амбігу Шріневасан щодо прозорості виборчої комісії Малайзії, та старшого лідера Партії народної справедливості, а також близького союзника Анвара Ібрагіма, Рафізі Рамлі, про позики на вищу освіту.

### Перше призначення в уряд
Зберігши своє становище в парламенті на загальних виборах 2013 року, прем'єр-міністр Малайзії Наджиб Разак запросив Хайрі до складу кабінету міністрів на посаду міністра молоді та спорту. Пізніше, у 2013 році, він був переобраний президентом молодіжної організації Об'єднаної малайської національної організації.
Під час перебування Хайрі на посаді міністра Малайзія успішно провела Ігри Південно-Східної Азії 2017 року, і стала на них переможцем у загальному заліку золотих медалей. Безпосередньо перед загальними виборами 2018 року Хайрі та його міністерство було призначено відповідальними за запущену Наджибом концепцію «Transformasi Nasional 2050», але її реалізація провалилася внаслідок неуспішних результатів на виборах для правлячої коаліції, що призвело до відставки федерального уряду блоку Барісан Насіонал. Хайрі також втратив посаду в уряді, незважаючи на те, що зберіг своє місце в парламенті.

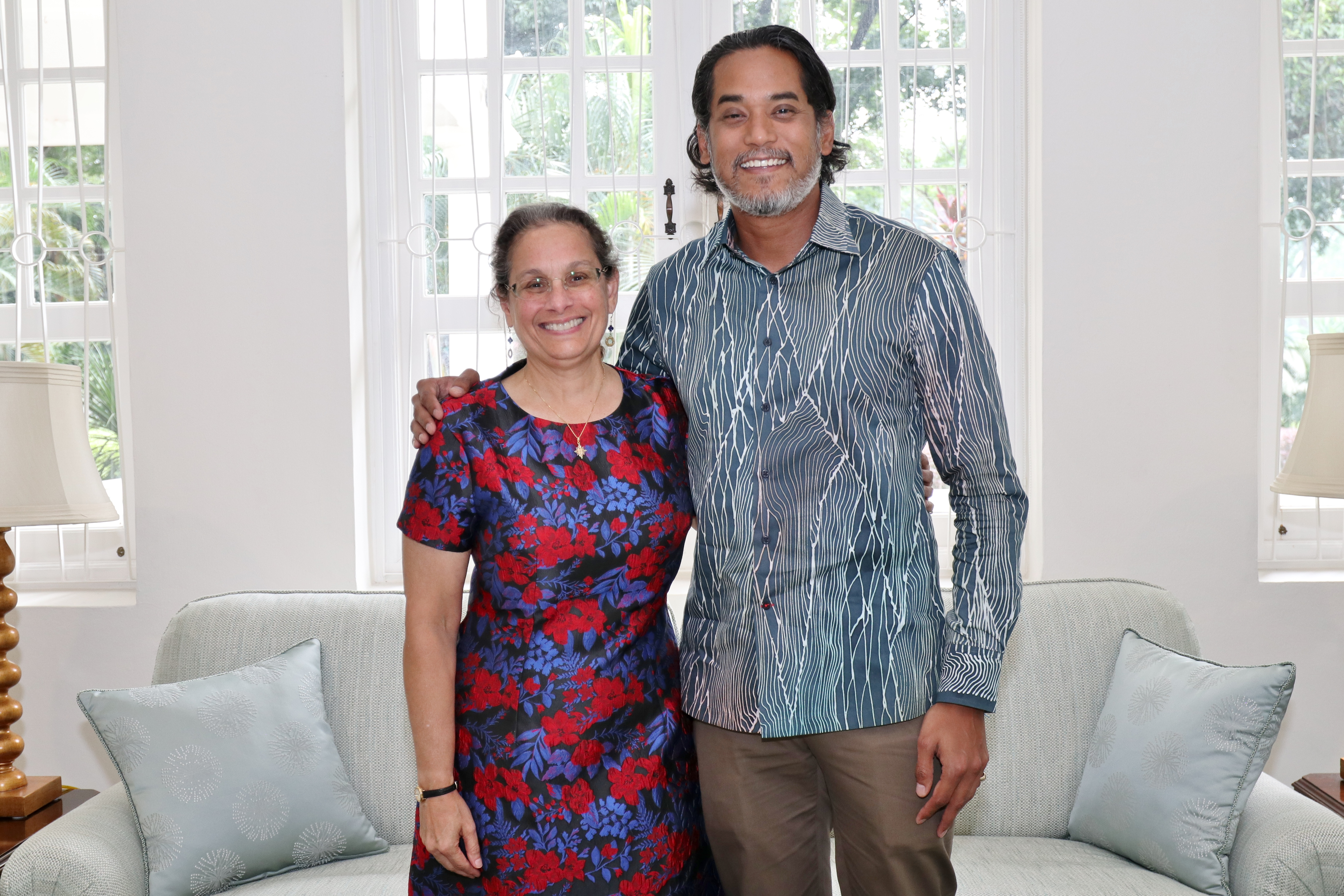
Хайрі Джамалуддін з послом США Камалою Ширін Лахдхір, орієнтовно в 2019 році

Коли колишній голова уряду Наджиб пояснював програш Барісан Насіонал на виборах 2018 року хибними обіцянками коаліції Пакатан Харапан, Хайрі написав: «Ми програли через 1MDB. Кінець». 19 листопада 2018 року він сказав, що члени Об'єднаної малайської національної організації повинні прийняти реальність скандалу із компанією «1Malaysia Development Berhad», оскільки заперечення його продовжуватимуть шкодити партії.

### Повернення до уряду

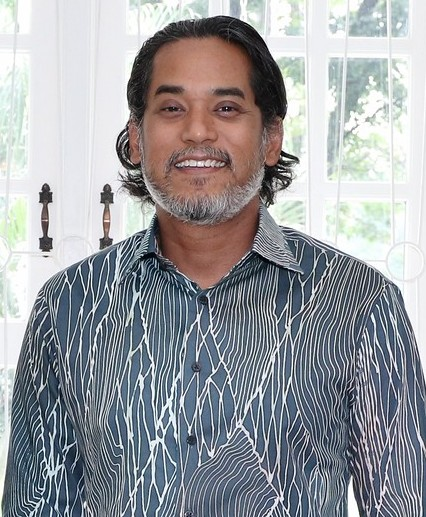
Хайрі Джамалуддін у 2020 році

Хайрі повернувся до уряду в березні 2020 року на посаду міністра науки, технологій та інновацій під керівництвом нового прем'єр-міністра Мухіддіна Яссіна, створеного блоком Перікатан Насіонал після політичної кризи в країні. Його призначення міністром науки й технологій сталося під час епідемії COVID-19 у Малайзії. Він підписав угоду з Китаєм про надання Малайзії пріоритетного доступу до розроблених у Китаї вакцин проти COVID-19. У лютому 2021 року Хайрі був призначений міністром-координатором національної програми імунізації проти COVID-19. Він очолював спеціальну оперативну групу із загального моніторингу та загальної стратегії процесу вакцинації.
Під час загальних виборів у Малайзії 2022 року лідери партії Об'єднана малайська національна організація направили Хайрі боротися за місце в парламенті від місцевості Сунгай-Було, де він з незначною різницею програв кандидату від партії Кеаділан Рак'ят Раманану Рамакрішнану.

### Виключення з ОМНО
Після загальних виборів у Малайзії 2022 року Хайрі та кілька лідерів Об'єднаної малайської національної організації закликали лідера партії, віце-прем'єр-міністра Ахмада Західа Хаміді піти у відставку. 27 січня 2023 року він був виключений з партії вищою радою ОМНО, за місяць до виборів керівництва партії, де, за припущеннями, він мав знову боротися з Ахмадом Західом за посаду президента партії після поразки в 2018 році. Хайрі частина членів партії вважали наступним «месією» та рятівником ОМНО, оскільки він пообіцяв, що відродить партію після її найгіршої поразки на загальних виборах 2022 року.

## Після політичної кар'єри
Після виключення з Об'єднаної малайської національної організації Хайрі став радіоведучим на місцевій радіостанції «Hot FM» у її передачі «Bekpes Hot morning». Він також почав випускати щотижневий політичний подкаст «Keluar Sekejap» з Шахрілом Хамданом. У подкасті були представлена низка відомих політиків, зокрема Мухаммад Санусі Мад-Нор, Амірудін Шарі, Азмін Алі та Мохамад Махатхір.

## Армійський резервіст
У 2010 році Хайрі записався в Територіальну армію Малайзії як резервіст після завершення одного місяця базової підготовки новобранців у травні 2010 року в Негері-Сембілані та Джохорі. Пізніше він пройшов п'ятитижневий базовий статичний курс стрибків з парашутом, який проводив армійського спеціального військового центру з 78 іншими курсантами, щоб в лютому 2011 року отримати дозвіл на стрибок з парашутом з літака. У січні 2014 року він був призначений командиром 508 полку територіальної армії, дислокованого в Расаху в шаті Негері-Сембілан. 26 жовтня 2016 року Хайрі був підвищений у званні з полковника до бригадного генерала. Після цього він став першим міністром уряду Малайзії, який отримав звання офіцера запасу після проходження низки курсів, які проводить територіальна армія, і він продовжує очолювати 508 полк територіальної армії до його відставки в 2018 році після загальних виборів у країні, і його ім'я більше не згадувалось у списках військової частини.

## Скандали та контроверсійні події

### Відносини з Абдуллою Бадаві

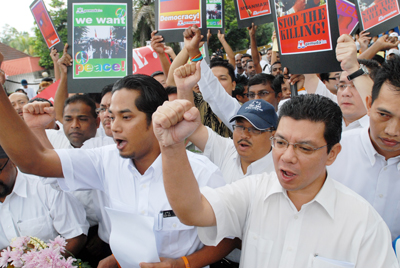
Хайрі Джамалуддін і Сайфуддін Абдулла (праворуч) на мітингу проти геноциду в М'янмі в 2007 році.

Стверджувалося, що Хайрі керував урядом країни через свій контроль над «Fourth Floor Boys» — групою молодих професіоналів, які працювали в підрозділі розробки політики в офісі прем'єр-міністра, коли його тесть Абдулла був прем'єр-міністром країни з 2003 до 2009 року. Хайрі тоді був політичним новачком без досвіду роботи в уряді, проте займав посади «спеціального уповноваженого» та заступника особистого секретаря в Офісі прем'єр-міністра.
Після відставки в 2004 році Хайрі став працювати в комерційному банку «ECM Libra». У 2005 році, через рік після того, як Абдулла став прем'єр-міністром, Хайрі брав участь у злитті між «ECM Libra Capital Bhd» і малайзійською урядовою компанією «Avenue Capital Resources Bhd.». Через рік, у 2006 році, три члени-засновники «ECM Libra» — Лім Кіан Онн, Калімулла Машерул Хасан і Девід Чуа повідомили, що продають по 1 % акцій компанії, які належали Хайрі. Угода була укладена за 71 цент за акцію на загальну суму приблизно 2,6 мільйона доларів США, де Хайрі зміг профінансувати її за рахунок пільгової позики від засновників.

### Расистські висловлювання
Китайці не брали участь у боротьбі за незалежність, за незалежність боролися малайці
У 2014 році стався інцидент, коли Хайрі зробив суперечливу заяву, яку деякі витлумачили як образливу до китайської громади Малайзії. У той час Хайрі, який був міністром молоді та спорту Малайзії, зробив коментар під час політичної промови, в якій він, на думку частини оглядачів, применшив значення внеску китайської громади в незалежність Малайзії. Ці вислови викликали негативну реакцію громадськості, особливо з боку різних китайських асоціацій і політичних груп, які звинуватили його в підриві ролі китайської громади в історії нації. У своєму виступі Хайрі обговорив внесок різних етнічних груп у незалежність і національний розвиток Малайзії. Він згадав про роль малайської громади, яка історично була більшістю, але його заява про китайську громаду спричинила значний розголос. Він припустив, що китайці не були так залучені в боротьбу за незалежність порівняно з малайцями, маючи на увазі, що вони не зробили такого значного внеску в контексті формування нації. Пізніше він пояснив свої коментарі, заявивши, що його неправильно зрозуміли, і що він не хотів зневажливо ставитися до китайської спільноти.

### Корупційний скандал у міністерстві молоді та спорту
У 2016 році Хайрі був різко розкритикований за його урядову діяльність, оскільки він був втягнутий у розслідування корупційного скандалу в 100 мільйонів малайзійських рингітів, до якого було причетне міністерство молоді та спорту, яке він очолював, коли високопоставлений чиновник міністерства протягом 6 років таємно привласнював кошти уряду, та вів розкішний спосіб життя, внаслідок чого був заарештований антикорупційною комісією Малайзії. (MACC).

### Участь в Іграх Південно-Східної Азії
Хайрі виступав за збірну Малайзії з поло на Іграх Південно-Східної Азії в Куала-Лумпурі в 2017 році. На той час він був призначений міністром у справах молоді та спорту, а команда здобула золоту медаль у чоловічому командному змаганні з поло, перемігши збірну Таїланду. Проте його внесок до перемоги збірної був поставлений під сумнів, та викликав незадоволення султана Ібрагіма Іскандара, який навіть викликав його грати проти його команди штату Джохор з поло. Ці висловлювання призвела до того, що Хайрі шукав і добився аудієнції в султана в палаці, щоб негайно вирішити цю проблему.

## Особисте життя
Хайрі є зятем п'ятого прем'єр-міністра Малайзії Абдулли Ахмада Бадаві. У жовтні 2001 року він одружився на Норі Абдулла (1976 року народження), дочці Абдулли, і його першої дружини Ендон Махмуд. У подружжя є троє синів: Джибрейл Алі (2007 року народження), Тімор Абдулла (2008 року народження) і Раїф Аверроес (2015 року народження). У квітні 2016 року Хайрі розповів про свого другого сина Тімора, який має розлад аутистичного спектру.

## Фільмографія

### Художні фільми
| Рік  | Назва       | Роль      | Примітки                                      |
| ---- | ----------- | --------- | --------------------------------------------- |
| 2013 | Ikal Mayang | Продавець | Спеціальне запрошення                         |
| 2024 | Mak         |           | Короткометражний фільм, спеціальне запрошення |

### Телефільм
| Рік  | Назва         | Роль | Телеканал | Примітки    |
| ---- | ------------- | ---- | --------- | ----------- |
| 2011 | Зелений берет | Себе | TV1       | Епізод № 11 |